# Ida Altmann

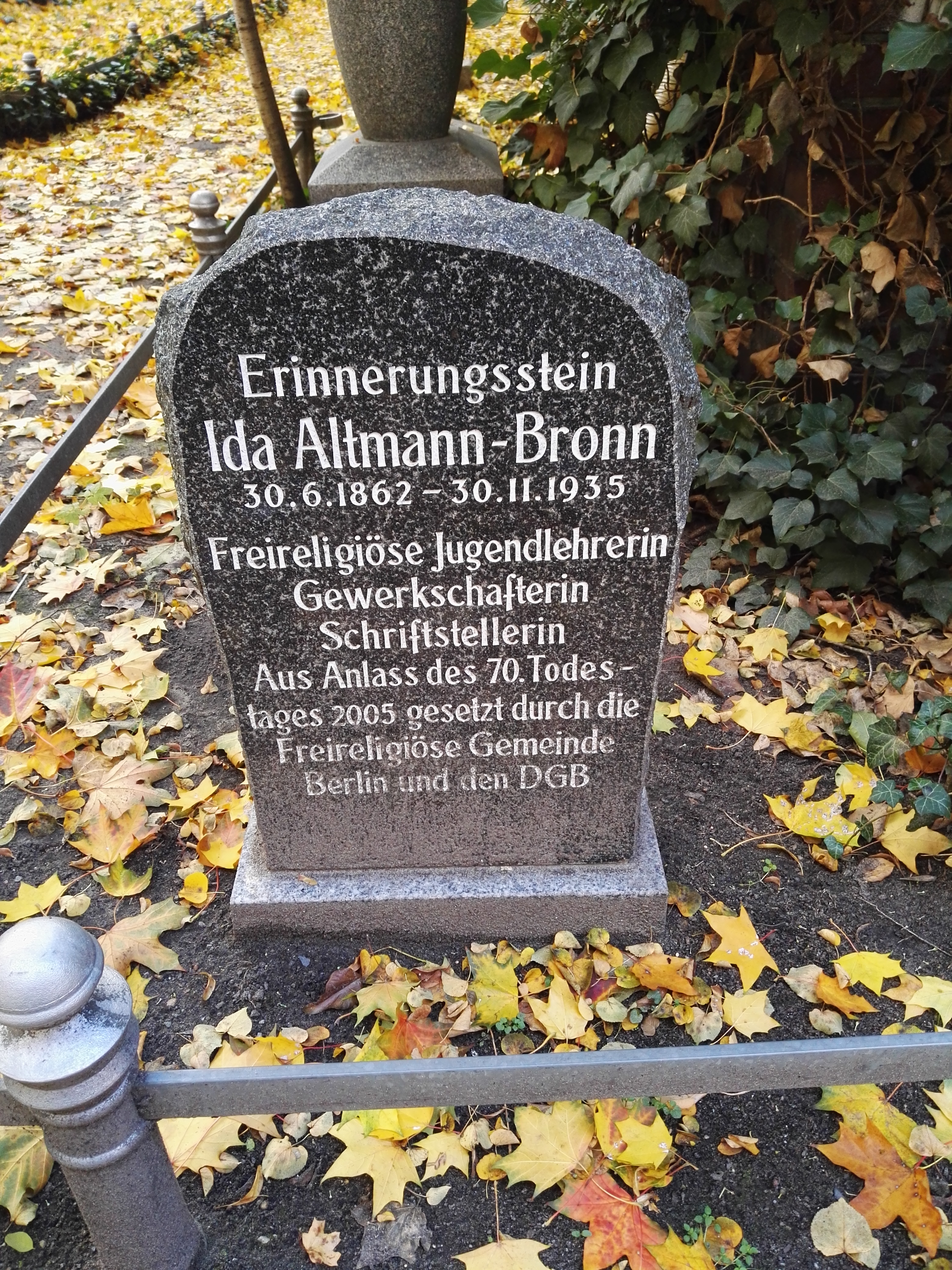
A tiszteletére állított emlékkő

Ida Altmann (Obscherniken, Kelet-Poroszország, ma:Szovetszkoje, Kalinyingrád, 1862. június 30. – Berlin, 1935. november 30.) német szakszervezeti tag, a proletár nőmozgalom egyik alakja.

## Élete
Zsidó származású volt, Königsbergben végezte el középiskoláit, mint általános iskolai tanári vizsgát tett 1881-ben. Származása miatt nem tudott állami iskolában elhelyezkedni, ezért 1881-ben Szentpétervárra utazott, ott lett tanár. Sokat utazott, kipróbálta magát az irodalomban is, verseket és novellákat írt. 1890-ben Szentpétervárról Berlinbe költözött. Itt 1891-ben kitért a zsidóságból, s 1892-ben a Freireligiösen Gemeinde Berlins nevű humanista-ateista szabadgondolkodó egylet aktív tagja lett. Ő volt az, aki 1895-ben megfogalmazta az egyesület alapelveit. Ezen elvek egyike a következő volt: "Szabad önrendelkezés az értelem és a tudomány szellemében az élet minden területén".   
Tevékenysége miatt rendőri felügyelet alatt állt, s 1895-ben börtönbe került. Szociáldemokrata elkötelezettsége illetve az egyesületben végzett munkája miatt véglegesen eltiltották attól, hogy állami iskolai szolgálatba lépjen, csak mint magántanár működhetett. Ezt mindenekelőtt az egylet keretein belül végezte, időnként több, mint ötszáz gyermek számára tartott "kultúrtörténeti órákat" és előadásokat. 1900 és 1912 közt a Nemzetközi Szabadgondolkodók Szövetségében mint Németország képviselője dolgozott, emellett a berlini egyesület igazgatóságának titkára is volt. 
A szabadgondolkodók egyesületében végzett munkája mellett aktívan részt vett a szociáldemokrata mozgalomban is, amely abban az időben szorosan együttműködött a szabadgondolkodó mozgalmakkal. Emma Ihrerrel és Clara Zetkinnel közösen dolgozott egy proletár nőmozgalom felépítésén. E mozgalom az 1880-as években a polgári nőmozgalom szocialista megfelelője volt, s egyszerre több fronton kellett küzdenie: a rendőrség üldözte, s gyülekezési tilalommal sújtotta, a munkásmozgalomban potenciálisan megosztó tendenciának tartották, a polgári nőmozgalom pedig túl radikálisnak vélte. A politikai rendőrség is megfigyelte Ida Altmannt, akit a berlini proletár nőmozgalom egyik vezető agitátorának tartottak.
Altmann és munkatársai felülkerekedve a nehézségeken az 1890-es évekre megszilárdították a mozgalom helyzetét. Maga Altmann különösen szakszervezeti területen tevékenykedett, 1905-től több, mint három éven át az első teljes munkaidős szakszervezeti titkár volt Németországban. A Szakszervezetek Általános Bizottságában a dolgozó nők problémáival foglalkozott.
1909. március 1.-én lemondott szakszervezeti titkári tisztéről, ezután mint fordító és tolmács segítette a bizottság munkáját. Előadóként szerepelt a szociáldemokrata találkozókon. 1912. áprilisában régi barátja, Jegor Bronn (1870-1932) felesége lett, aki a  Rombasi vasgyárban mint főmérnök dolgozott. Ugyanebben az évben ő maga is Rombasba költözött, visszavonult a politikai nyilvánosságtól, de folytatta az esszék és cikkek publikálását, valamint verseket és regényeket írt. 1919-ben férjével együtt visszatért Berlinbe, ahol ismét aktív szerepet vállalt a szabadgondolkodó egyesületben. Vesebeteg férjét ápolta, akivel több kirándulást tett Nizzában. Férje elhunyta után teljesen visszavonult a nyilvánosságtól. 2005-ben a a berlini szabadgondolkodó egyesület emlékkövet avatott tiszteletére.

## Fordítás
- Ez a szócikk részben vagy egészben  az   Ida Altmann című német Wikipédia-szócikk ezen változatának fordításán alapul.  Az eredeti cikk szerkesztőit annak laptörténete sorolja fel. Ez a jelzés csupán a megfogalmazás eredetét és a szerzői jogokat jelzi, nem szolgál a cikkben szereplő információk forrásmegjelöléseként.